# Scutopalus rugosus
Scutopalus rugosus är en spindeldjursart som först beskrevs av Corpuz-Raros 1996.  Scutopalus rugosus ingår i släktet Scutopalus och familjen Cunaxidae. Inga underarter finns listade i Catalogue of Life.